# Oleksandr Pobjedonoszew
Oleksandr Wiktorowytsch Pobjedonoszew (ukrainisch Олександр Вікторович Побєдоносцев, russisch Александр Викторович Победоносцев Alexander Wiktorowitsch Pobedonoszew; * 19. Februar 1981 in Kiew) ist ein ehemaliger ukrainischer Eishockeyspieler, der viermal ukrainischen und einmal kasachischer Meister wurde.

## Karriere
Pobjedonoszew begann seine Karriere beim HK Sokil Kiew in seiner Geburtsstadt, wo er bis 2003 spielte und in seiner letzten Saison erstmals den ukrainischen Meistertitel errang. Über die Stationen Olimpija Kirowo-Tschepezk, wo er in der Saison 2003/04 in der russischen Wysschaja Liga aktiv war, und den HK Chimwolokno Mahiljou, wo er von 2004 bis 2008 in der weißrussischen Extraliga auflief, kehrte er zu Sokil zurück, für den er im ersten Jahr in der russischen Wysschaja Liga und sodann in der belarussischen Extraliga spielte. 2009 gewann er mit Sokil seinen zweiten Meistertitel. Im Sommer 2010 schloss er sich schließlich dem belarussischen Ligakonkurrenten HK Homel an, um wiederum ein Jahr später für den ambitionierten HK Donbass Donezk sowohl in der russischen Wysschaja Hockey-Liga, als auch in der Professionellen Hockey-Liga der Ukraine aufs Eis zu gehen. Mit Donezk gewann er im Frühjahr 2012 erneut den ukrainischen Meistertitel. Im Sommer 2012 wechselte der Verteidiger zum HK Berkut, mit dem er zwar die Hauptrunde der Professionellen Hockey-Liga gewann, der aber anschließend aus finanziellen Gründen auf die Play-offs verzichten musste. Nachdem er die Spielzeit 2013/14 bei Titan Klin erneut in der Wysschaja Hockey-Liga verbracht hatte, zog es ihn anschließend zum HK Beibarys Atyrau nach Kasachstan. Im Februar 2015 wechselte er zu dessen Ligakonkurrenten HK Ertis Pawlodar, mit dem er den kasachischen Meistertitel errang. Anschließend kehrte er in seine Geburtsstadt zurück, wo er eine Saison für die Generals Kiew in der Professionellen Hockey-Liga spielte. 2016 wechselte er erneut zum HK Donbass, mit dem er 2017 erneut ukrainischer Meister wurde. Anschließend beendete er seine Karriere.

### International
Pobjedonoszew vertrat sein Heimatland im Juniorenbereich bei der U18-Junioren-Weltmeisterschaft 1999 sowie den U20-Junioren-Weltmeisterschaften 2000 in der Top-Division und 2001 in der Division I. Im Seniorenbereich lief er bei den Weltmeisterschaften der Top-Division 2005 und 2007 auf. Bei der WM 2005 wurde er nach einem auf Nandrolon positiven Dopingtest vom Turnier ausgeschlossen. Außerdem spielte er für die Ukraine in der Division I 2008, 2009, 2010, 2011, 2012, als er als torgefährlichster Abwehrspieler (vier Tore und eine Vorlage) in das All-Star-Team des Turniers der A-Gruppe gewählt wurde, aber den Abstieg seiner Mannschaft in die B-Gruppe nicht verhindern konnte, 2013, als der sofortige Wiederaufstieg gelang, 2014, 2015, 2016 und 2017.

## Erfolge und Auszeichnungen
- 2003 Ukrainischer Meister mit dem HK Sokil Kiew
- 2009 Ukrainischer Meister mit dem HK Sokil Kiew
- 2012 Ukrainischer Meister mit dem HK Donbass Donezk
- 2012 All-Star-Team der Weltmeisterschaft der Division I, Gruppe A
- 2013 Aufstieg in die Division I, Gruppe A, bei der Weltmeisterschaft der Division I, Gruppe B
- 2015 Kasachischer Meister mit dem HK Ertis Pawlodar
- 2016 Aufstieg in die Division I, Gruppe A, bei der Weltmeisterschaft der Division I, Gruppe B
- 2017 Ukrainischer Meister mit dem HK Donbass Donezk

## Statistik
Stand: Ende der Spielzeit 2013/14.